# P-Delta-Effekt
Der P-Delta-Effekt, auch P-Δ-Effekt, ist eine Gruppe von Phänomenen, die bei Berechnungen von Tragwerken in der Baustatik auftreten. Sie besteht aus den zusätzlichen Biegemomenten, die sich bei Berechnungen nach der Theorie II. Ordnung ergeben, weil sich die Knotenpunkte des Tragwerks unter der Last {\displaystyle P} relativ zueinander verschieben. Diese Stabendverschiebung wird meist mit dem Formelzeichen {\displaystyle \Delta } gekennzeichnet. Der Name P-Delta-Effekt kommt daher, dass die Momente in dieser Gruppe von Effekten von der Last {\displaystyle P} und der Stabendverschiebung {\displaystyle \Delta } abhängen. 

## Ursache und Grenzen
Da bei der Berechnung nach der Theorie II. Ordnung die Schnittgrößen am verformten System berechnet werden, müssen auch Exzentrizitäten, die durch Belastung des Systems entstehen, berücksichtigt werden.
- Für druckbeanspruchte Teilsysteme wirken diese Exzentrizitäten steifigkeitsmindernd.
- Im Falle eines zugbeanspruchten Stabes führt eine Berechnung nach der Theorie II. Ordnung im Falle reiner Normalkraftbeanspruchung in der Regel zu wirtschaftlicheren Ergebnissen, da eine Zugkraft im Zusammenspiel mit einer Exzentrizität zu einem rückstellenden Moment führt, was eine versteifende (d. h. steifigkeitserhöhende) Wirkung auf das Gesamtsystem hat.

In den Normen ist festgeschrieben, ob beziehungsweise ab wann eine Berechnung nach der Theorie II. Ordnung nötig ist.
- Die Theorie II. Ordnung muss bei Stahltragwerken mit einer Drucknormalkraft in Stablängsachse, die größer ist als 10 % der idealen Knicklast, berücksichtigt werden.[3][4][5]
- Bei Betontragwerken muss nach der Theorie II. Ordnung gerechnet werden, sofern ein druckbeanspruchtes Bauteil eine gewisse Grenzschlankheit überschreitet.[6]
- Im Holzbau wird nach der Theorie I. Ordnung gerechnet, jedoch wird für schlanke druckbeanspruchte Stäbe der zulässige Festigkeitswert abgemindert.[7]

Jedoch ist die Berechnung mit dem P-Delta-Effekt laut aktueller Normung nicht zulässig für Tragwerke im Stahlbau, Betonbau und Holzbau, die nach der Theorie II. Ordnung berechnet werden müssen.